# Orlando Paladino Orlandini
Orlando Paladino Orlandini (Scansano, 2 gennaio 1905 – Montespertoli, 6 marzo 1986) è stato uno scultore e medaglista italiano.

## Biografia
Nacque a Scansano il 2 gennaio 1905 in una famiglia di agricoltori. Fino all'età di vent'anni lavorò nei campi, conseguendo poi nel 1927 un diploma nello studio del marmo presso l'Accademia di belle arti di Carrara. Successivamente si trasferì a Roma, diplomandosi in scultura presso l'Accademia di belle arti oltre che presso la Scuola dell'arte della medaglia nel 1932.
Nella scultura la sua tematica prediletta furono gli sport e una delle sue sculture in bronzo, la Pattinatrice, partecipò alla competizione artistica nei Giochi della XI Olimpiade del 1936. Fu inoltre un prolifico medaglista, facendo parte dal 1946 al 1973 del consiglio direttivo della Scuola dell'arte e della medaglia, e diverse sue opere sono esposte al Museo della Zecca.
Nel 1939 espose la scultura Levriero alla terza Quadriennale di Roma, ripresentandosi alla stessa mostra nel 1943.
Fu insegnante di disegno e direttore della Scuola d'arte a Velletri e Marino, divenendo poi professore titolare di plastica presso l'Istituto d'arte di Roma nel 1942 e vicedirettore dello stesso istituto dal 1945 al 1949.
Si sposò con Lidia, pittrice, dalla quale ebbe almeno un figlio, Orlando, che è divenuto un celebre gioielliere.